# Captació d'energia
Captació d'energia (energy harvesting en anglès) és el procés mitjançant el qual l'energia d'una font externa (ex: solar, tèrmica, eòlica, cinètica, RF) és captada i emmagatzemada per petits dispositius sense fils. Possibles aplicacions en dispositius portables i xarxes de sensors. Els captadors d'energia proveeixen una petita quantitat d'energia que alimenta circuits electrònics de molt baix consum. Tipus de captació d'energia més importants:
- Energia cinètica captada per alguns rellotges de polsera.
- Elergia fotovoltaica captada per alguns rellotges i calculadores.
- Energia tèrmica captada en punts amb diferent gradient de temperatura.
- Energia piezoelèctrica captada en punts amb vibracions mecàniques.
- Energia radiant captada per petites antenes o rectenes.

## Exemples de captadors d'energia
Alguns casos reals de captadors d'energia o energy harvesters:
- EnOcean, Arveni Arxivat 2017-01-16 a Wayback Machine., CHERRY : dispositiu que transforma l'energia cinètica en elèctrica.
- MIDÉ, ALGRA : dispositiu que transforma l'energia vibratòria en elèctrica.
- farsens Arxivat 2017-01-13 a Wayback Machine. : dispositiu que transforma l'energia electromagnètica RF en elèctrica.